# Magolina Bácsa
Magolina Bácsa (Budapest, 14 luglio 1959) è un'ex cestista ungherese.

## Carriera
Con l'Ungheria ha disputato due edizioni dei Campionati europei (1978, 1983), vincendo una medaglia di bronzo.